# Encephalartos lebomboensis
Az Encephalartos lebomboensis a cikászok (Cycadophyta törzsében a bunkóspálmafélék (Zamiaceae) családjába sorolt Encephalartos nemzetség egyik legismertebb, pálmaházakban leggyakrabban előforduló faja. Nevét a Mozambik, Szváziföld és a Dél-afrikai Köztársaság határvidékén található Lebombo hegységről kapta.

## Származása, elterjedése
Meglehetősen sajátos módon a Lebombo hegységben termő Encephalartosok nagy többségét átsorolták a meglehetősen hasonló külsejű Encephalartos senticosus fajba úgy, hogy az Encephalartos lebomboensisnek két, egymástól elszigetelt termőhelye maradt:
- az északi terület a Mpumalangában, a Dél-afrikai Köztársaság és Zimbabwe határától nem messze található Mananga környékén;
- a déli terület Szváziföldön, a Pongola folyó felső folyása mentén található Piet Retief körül. A két populáció külső megjelenésében a hosszú elszigeteltség hatására finom különbségek mutathatók ki, ennek megfelelően a fajnak két formáját — Encephalartos lebomboensis f. Mananga és Encephalartos lebomboensis f. Piet Retief — különböztetik meg.

## Megjelenése, felépítése
Törzse mintegy 4 m magasra nő. Magányosan vagy legfeljebb nyolc törzsű csoportban áll. Sok tősarjat hajt, a csúcsa ritkán elágazik.
Levélüstökében a fényes levelek színe a világostól a sötétzöldig változó.
A Piet Retief forma nőivarú tobozai általában magányosak, hordó alakúak, zöldes krémszínűek; a Managa forma nőivarú tobozai esetenként párosával állnak, barackszínűek és tojás, illetve kúp alakúak. A tobozok hossza 400–450 mm, átmérője 250–300 mm.
Hímivarú tobozai mintegy 450 mm hosszúak, átmérőjük 120–150 mm. Színük a sárgától a barackszínűig változó.

## Életmódja, termőhelye
Hegyoldalak köves, sziklás lejtőin. Eredeti termőhelyén a nyarak forrók, 625–750 mm  csapadékkal, a hűvös télen gyakori a köd és a pára. A Piet Retief forma törzse zömökebb, vaskosabb.
Tűző napon és félárnyékban is jól érzi magát. Viszonylag gyorsan nő, könnyen szaporítható.

## Felhasználása
Üvegházak kedvelt dísznövénye.